# Highland Park (métro de Los Angeles)
Pour les articles homonymes, voir Highland Park.
Highland Park est une station du métro de Los Angeles desservie par les rames de la ligne A et située dans le quartier du même nom à Los Angeles, en Californie.

## Localisation
Station du métro de Los Angeles en surface, Highland Park est située sur la ligne A près de l'intersection de Marmion Way et de North Avenue 57 dans le quartier Highland Park au nord-est du centre-ville de Los Angeles.

## Histoire
Highland Park est mise en service le 26 juillet 2003, lors de l'ouverture de la ligne L.

## Service

### Accueil

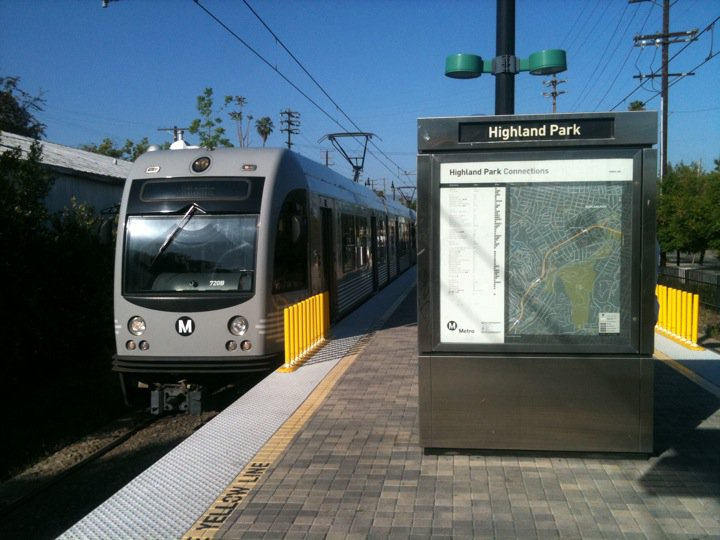
Un train à quai à la station.
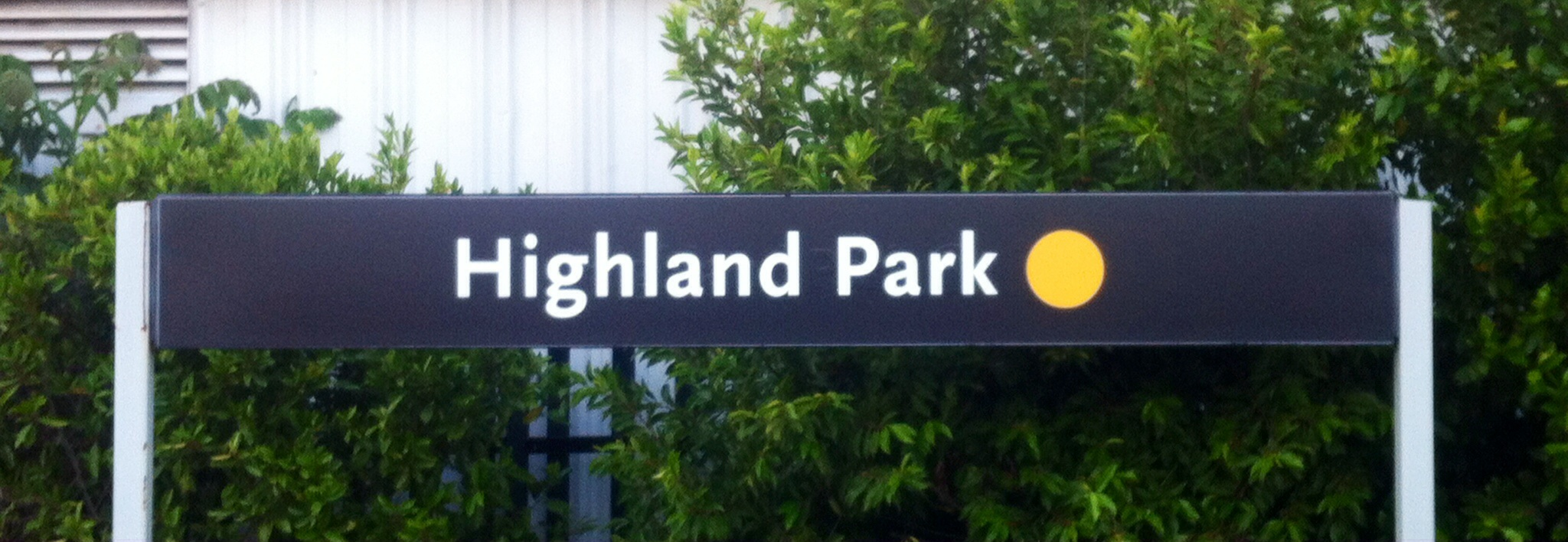
Signalétique.

### Desserte
Située dans le quartier du même nom, Highland Park dessert notamment : le L.A. Police Historical Museum (en) et l'Occidental College.

### Intermodalité
La station est desservie par les lignes d'autobus 81, 83 et 256 de Metro.

## Architecture et œuvres d'art
La station Highland Park abrite une œuvre dénommée Stone Tree Inverted Post (Copper Bound Water Light) de l'artiste Jud Fine ; elle a été installée à l'ouverture de la station.